# Холмс, Шерман
Шерман Холмс (англ. Sherman Holmes; 29 сентября 1939 года, Крайстчерч, Виргиния, США  — американский блюзовый бас-гитарист, певец, автор песен. Создатель группы The Holmes Brothers. В её составе лауреат Blues Music Awards в номинациях «Группа года» (2005), «Альбом соул-блюза» (2008), номинант Blues Music Awards в номинациях «Группа года» (1998, 2002, 2006, 2008, 2011), «Альбом соул-блюза» (1998, 2005, 2011), «Альбом современного блюза» (2002, 2005), «Исторический блюзовый альбом» (2003), «Альбом года» (2005), «Песня года» (2005). Сам музыкант номинант Blues Music Awards в категории «Блюзовый бас-гитарист» (2005).

## Биография
Шерман Холмс родился и вырос в Крайстчерче, в семье преподавателей. Его родители поощряли ранний интерес его и его брата Уэнделла к музыке, сами они пели в церковном хоре, слушали традиционные баптистские гимны и духовные песни, а также блюз Джимми Рида, Джуниора Паркера и Би Би Кинга. Шерман учился игре на кларнете и фортепиано, а затем стал играть на басу. После школы Шерман стал изучать композицию и теорию музыки в Университете штата Виргиния, но в 1959 году он бросил учебу и отправился в Нью-Йорк, где стал работать с певцом Джимми Джонсом. 
Его младший брат Уэнделл присоединился к нему после окончания средней школы. Оба они играли ещё в нескольких группах, прежде чем сформировать группу The Sevilles в 1963 году. Эта группа просуществовала всего три года, но они часто выступали как аккомпаниаторы известных музыкантов например  The Impressions, Джона Ли Хукера и Джерри Батлера. После распада The Sevilles, Шерман, Уэнделл и его друг из Виргинии, барабанщик Попси Диксон (1942—2015) продолжали играть в различных барных группах, входивших в Top 40. В 1979 году братья Холмс и Попси Диксон собрались в формате новой группы, названной The Holmes Brothers.
Вместе со своим участием в группе, Шерман Холмс выступал сайдменом в записях других музыкантов: так в 1980, 1982 и 1987 годах он записал партию бас-гитары на альбомах Джона Хэммонда, записывался на релизах Jungle Brothers, Фредди Рулетта, Вилли Нельсона, Уотермелона Слима. В 2005 году был номинирован на звание лучшего блюзового бас-гитариста Blues Music Awards. 
После смерти двух участников группы в 2015 году, Шерман Холмс создал группу The Sherman Holmes Project и в 2017 году выпустил единственный сольный альбом The Richmond Sessions, гостем на котором выступила Джоан Осборн. Про альбом отозвались как: «Сочетание блюграсса, жёсткого рок-н-ролла и радостного госпела знакомо по временам братьев Холмс. Альбом, в котором Шерман демонстрирует одну из самых сильных вокальных партий за всю историю, показывает, что он всё ещё в расцвете сил» .
Живёт в Салуде, штат Виргиния.
«Шерман Холмс известен своим глубоко проникновенным баритоном и уникальным стилем игры на басу, сочетающим в себе элементы блюза, джаза и фанка» .

## Дискография

### В составе The Holmes Brothers
- 1990 In the Spirit (Rounder Records)
- 1991 Where It's At (Rounder Records)
- 1992 Jubilation (Real World Records)
- 1993 Soul Street (Rounder Records)
- 1996 Lotto Land (Stony Plain Music)
- 1997 Promised Land (Rounder Records)
- 2001 Speaking in Tongues (Alligator Records)
- 2002 Righteous: The Essential Collection (Rounder Records)
- 2004 Simple Truths ((Alligator Records)
- 2007 State of Grace (Alligator Records)
- 2010 Feed My Soul (Alligator Records)
- 2013 Brotherhood (Alligator Records)

### Сольно
- 2017 The Richmond Sessions(M.C. Records)